# Раниеро (кардинал)
Раниеро (Raniero, также известный как Rainerio, Raynerii, Raynaldo, Rainus, Renius) — католический церковный деятель XII века. На консистории 1099 года был провозглашен кардиналом-священником с титулом церкви Санти-Марчеллино-э-Пьетро. Принимал участие в соборе в Гвасталле в октябре 1106 года. Участвовал в выборах папы 1118 года (Геласий II).